# Alexander Heubel
Alexander Heubel o Aleksandrs Heibels (9 aprile 1813 – Riga, 22 gennaio 1847) è stato un pittore lettone.
I suoi lavori sono stati caratterizzati da raffigurazioni di personaggi biblici ed erano in genere influenzati dal Romanticismo tedesco.

## Biografia
Huebel nacque dal padre falegname August Gotthilf Heubel (1760-1846) e da sua moglie Juliane Marie, nata Geywitz (d. 1831). Iniziò a dipingere da giovane, studiando prima con suo padre e poi a Tartu e a Riga. Heubel immigrò a Riga nel 1829 dove fece l'insegnante con il pittore Georg Heinrich Büttner.
Attraverso il patrocinio del consigliere tedesco del baltico, Friedrich Wilhelm Brederlo, fu in grado di recarsi in Germania e in Italia per studiare a Dresda, Düsseldorf e a Roma. Nell'autunno del 1832 si trasferì a Dresda insieme a Johann Karl Bähr ed entrarono nell'Accademia di belle arti di Dresda, e nel 1834 si recò a Düsseldorf, dove studiò sotto lo guida dei pittori Eduard Bendemann e Friedrich Wilhelm Schadow. Nel 1841 si recò con il suo compagno di studio a Ludwig Haach a Roma. Ritornò in Lettonia, il suo paese natale, per problemi di salute nel 1845. Morì di tubercolosi due anni dopo, all'età di 33 anni, a Riga.

## Influenze
Heubel è stato molto influenzato dal romanticismo tedesco della Scuola di pittura di Düsseldorf. Si è concentrato principalmente su i temi religiosi e su figure bibliche. Molte delle sue opere sono presenti nelle collezioni presso il Museo nazionale delle belle arti. La sua pittura della Sacra Famiglia fu recuperata dal museo nel 2012 dopo 20 anni, poiché fu rubato.

## Opere

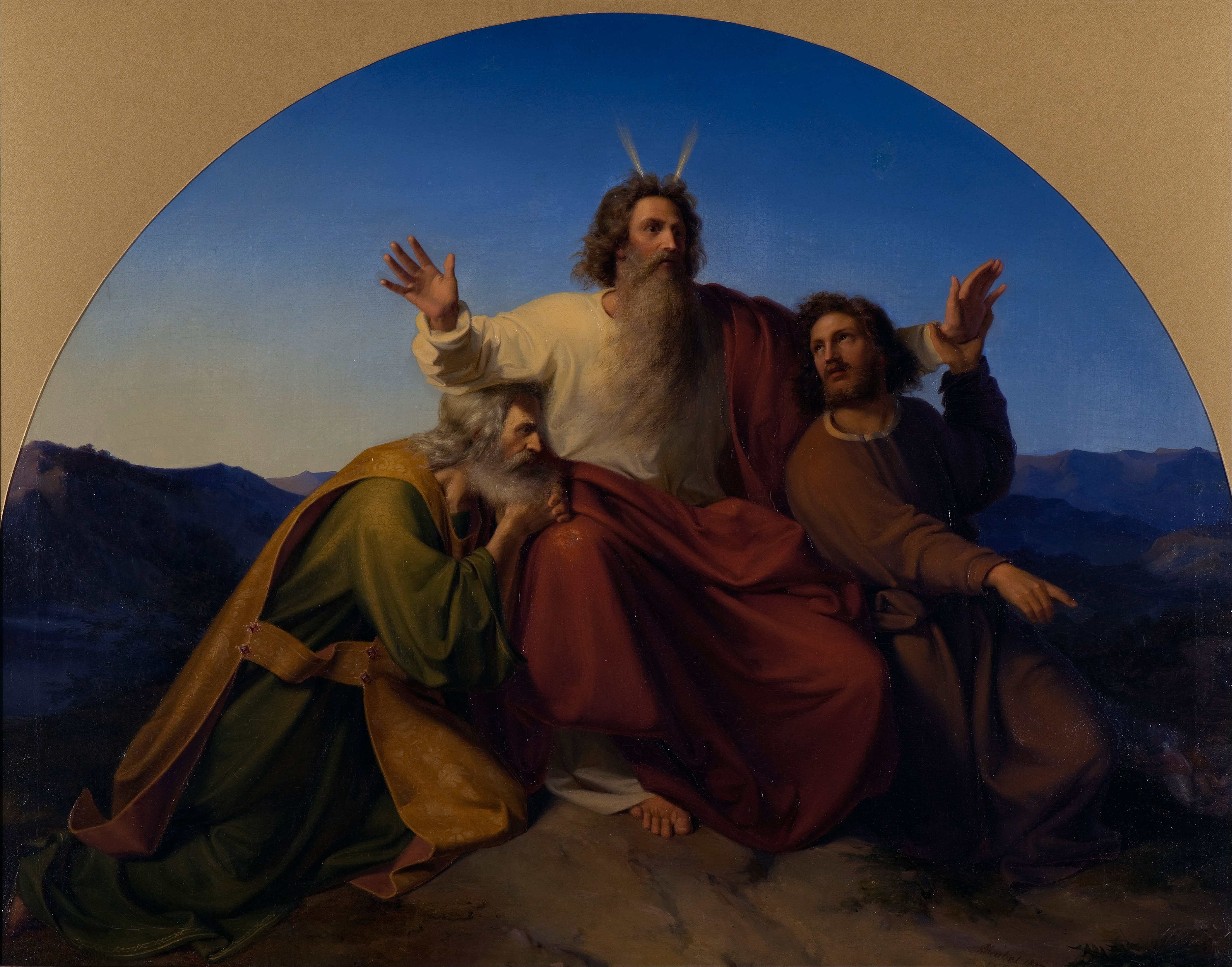
Mosè, Aronne e Cur, Museo nazionale delle belle arti, 1837

Tra le sue opere vi si trovano: una scena raffigurante Mosè, sostenuto da Aronne e Cur nella vittoria sugli Amaleciti nella battaglia di Refidim (1837), l'opera si trova nelle collezioni del Museo nazionale delle belle arti.; una rappresentazione biblica di Azaria gettato nella fornace ardente (1841-1844) commissionata a Roma dalla consorte imperatrice Carlotta di Prussia, l'opera è appesa nei pressi di Gatčinskij rajon; una pala d'altare nella Cattedrale di San Giacomo a Riga raffigurante l'Ascensione di Cristo (1845); una raffigurazione di Giobbe ei suoi tre amici, dipinti a Düsseldorf; uno studio della testa di un vecchio, che si trovava nella Galleria Brederlo; un quadro comprendente la figura della Sacra Famiglia presso le collezioni del Museo nazionale delle belle arti; un ritratto del pittore Theobald von Oer (1844), dipinto a Dresda; un dipinto della fuga in Egitto; un ritratto di una donna italiana; un ritratto di una ragazza tedesca, e diversi autoritratti.